# Місто (фільм, 2010)

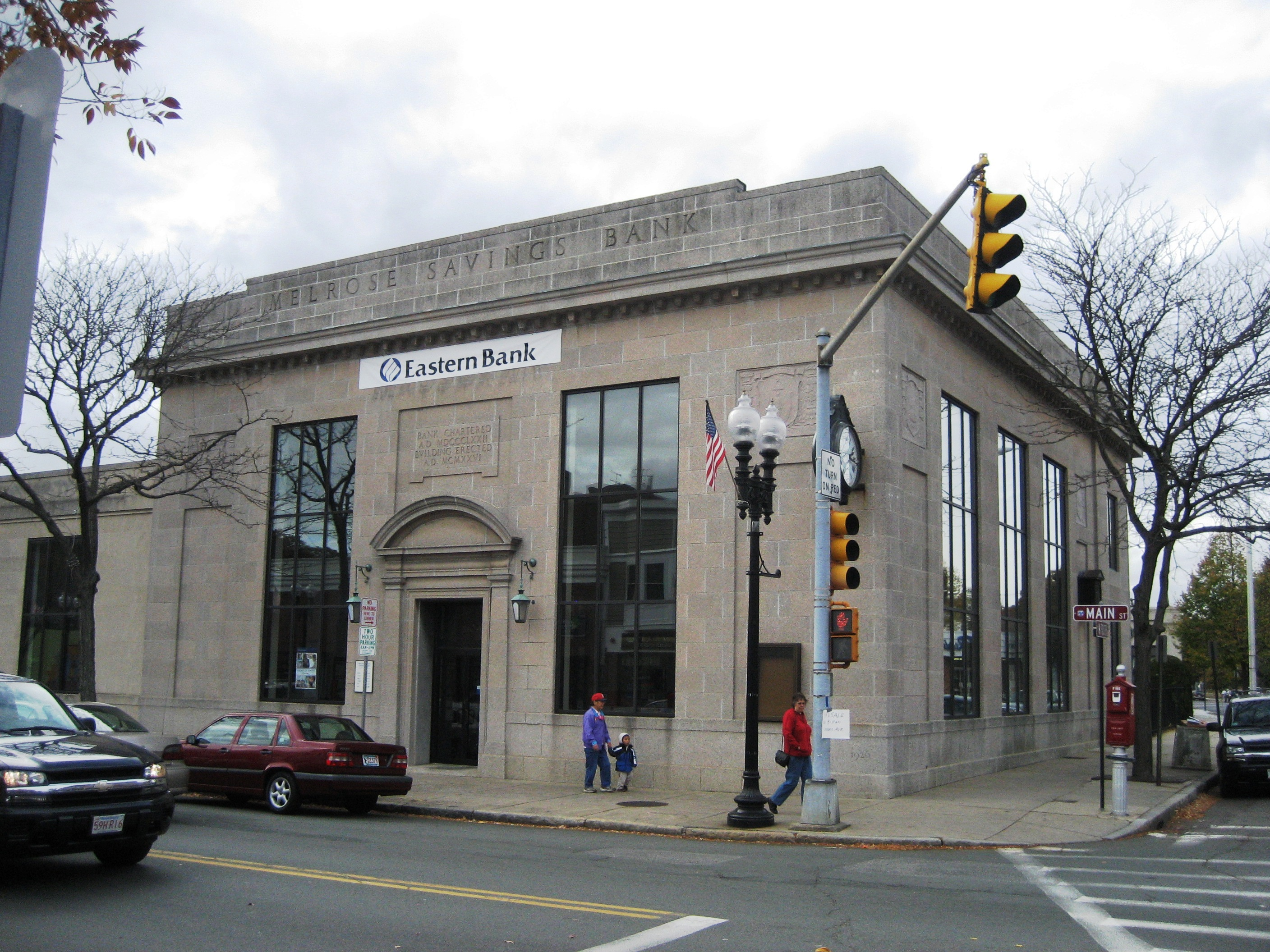

«Місто» (англ. The Town) — американський кримінальний трилер режисера Бена Аффлека (був також сценаристом), що вийшов 2010 року. Картина створена на основі роману «Принц злодіїв» Чака Гоґана.
Сценарій картини також написали Пітер Крейґ і Аарон Стокард, продюсерами були Безіл Іваник та Ґрем Кінґ. Уперше фільм продемонстрували 8 серпня 2010 року в Італії на Венеційському кінофестивалі.
В Україні прем'єра відбулась 2 грудня 2010 року, але стрічка демонструвалася російською мовою. Переклад та озвучення українською мовою зроблено студією «Омікрон» на замовлення Hurtom.com у січні 2013 року у рамках проєкту «Хочеш кіно українською? Замовляй!».

## Синопсис
| Чарльзтаун — це не місто, але тим не менше це столиця. Столиця кримінального світу, з якої походять найбільші грабіжники банків і викрадачі інкасаторських машин. Це район Бостона, де грабіжницька справа передається від батька до сина як ремесло. І саме в цьому місці виросли четверо юнаків, які теж займаються популярною в районі справою. |

## У ролях
| Актор           | Персонаж                                                  | Роль                                                        |
| --------------- | --------------------------------------------------------- | ----------------------------------------------------------- |
| Бен Аффлек      | Дуґлас «Даґ» МакРей (англ. Douglas "Doug" MacRay)         | колишній хокеїст, професійний злодій у пограбуваннях банків |
| Джон Гемм       | Адам Фролі (англ. Adam Frawley)                           | спеціальний агент ФБР, полює на МакРея і його команду       |
| Ребекка Голл    | Клер Кісі (англ. Claire Keesey)                           | менеджер банку, закохана у МакРея                           |
| Джеремі Реннер  | Джеймс «Джем» Кофлін (англ. James "Jem" Coughlin)         | злочинець, найкращий друг «Даґа», член його команди         |
| Блейк Лайвлі    | Кріста Кофлін (англ. Krista Coughlin)                     | сестра «Джема» і колишня дівчина «Даґа»                     |
| Піт Постлетуейт | Ферґус «Ферґі» Колм (англ. Fergus "Fergie" Colm)          | власник квіткової крамниці, місцевий кримінальний бос       |
| Кріс Купер      | Стефен МакРей (англ. Stephen MacRay)                      | батько «Даґа», ув'язнений                                   |
| Слейн           | Альберт «Ґлонсі» Меґлоан (англ. Albert "Gloansy" Magloan) | водій «Даґа», член його команди                             |
| Тайтус Веллівер | Діно Саємпа (англ. Dino Ciampa)                           | офіцер бостонської поліції, співпрацює із Адамом Фролі      |

## Критика
Фільм отримав загалом позитивні відгуки: Rotten Tomatoes дав оцінку 94 % на основі 211 відгуків від критиків (середня оцінка 7,8/10) і 83 % від глядачів із середньою оцінкою 3,9/5 (110,251 голос), Internet Movie Database — 7,6/10 (167 902 голоси), Metacritic — 74/100 (42 відгуки криків) і 7,7/10 від глядачів (347 голосів).

## Касові збори
Під час показу, що стартував 17 вересня 2010 року, протягом першого тижня фільм був показаний у 2,861 кінотеатрі і зібрав $23,808,032, що на той час дозволило йому зайняти 1 місце серед усіх прем'єр. Показ протривав 112 днів (16 тижнів) і закінчився 6 січня 2011 року, зібравши у прокаті у США $92,186,262, а у світі — $61,839,874, тобто $154,026,136 загалом при бюджеті $37 млн.